# Русен, Нильс
Нильс Русе́н (швед. Nils Rosén; 22 мая 1902, Хельсингборг — 26 июня 1951) — шведский футболист, полузащитник, участник чемпионата мира 1934 года в составе сборной Швеции.

## Карьера
Много лет выступал за клуб «Хельсингборг». В его составе дважды становился чемпионом Швеции.
Дебютировал в сборной в 1925 году в товарищеском матче с Германией. Играл на трёх чемпионатах Скандинавии. Принял участие в чемпионате мира 1934 года, провёл на турнире 2 матча. Осенью 1934 года завершил карьеру в сборной, сыграв в общей сложности 25 игр и не забив ни одного мяча.
| Матчи и голы Нильса Русена за сборную Швеции | Матчи и голы Нильса Русена за сборную Швеции | Матчи и голы Нильса Русена за сборную Швеции | Матчи и голы Нильса Русена за сборную Швеции | Матчи и голы Нильса Русена за сборную Швеции | Матчи и голы Нильса Русена за сборную Швеции | Матчи и голы Нильса Русена за сборную Швеции |
| -------------------------------------------- | -------------------------------------------- | -------------------------------------------- | -------------------------------------------- | -------------------------------------------- | -------------------------------------------- | -------------------------------------------- |
| №                                            | Дата                                         | Место проведения                             | Соперник                                     | Счёт                                         | Голы                                         | Турнир                                       |
| 1                                            | 21 июня 1925                                 | Стокгольм, Швеция                            | Германия                                     | 1:0                                          | -                                            | Товарищеский матч                            |
| 2                                            | 20 июня 1926                                 | Нюрнберг, Германия                           | Германия                                     | 3:3                                          | -                                            | Товарищеский матч                            |
| 3                                            | 3 октября 1926                               | Копенгаген, Дания                            | Дания                                        | 0:2                                          | -                                            | Чемпионат Скандинавии 1924-28                |
| 4                                            | 30 сентября 1928                             | Стокгольм, Швеция                            | Германия                                     | 2:0                                          | -                                            | Товарищеский матч                            |
| 5                                            | 14 июня 1929                                 | Сольна, Швеция                               | Финляндия                                    | 3:1                                          | -                                            | Чемпионат Скандинавии 1929-32                |
| 6                                            | 23 июня 1929                                 | Кёльн, Германия                              | Германия                                     | 0:3                                          | -                                            | Товарищеский матч                            |
| 7                                            | 6 июля 1930                                  | Стокгольм, Швеция                            | Норвегия                                     | 6:3                                          | -                                            | Чемпионат Скандинавии 1929-32                |
| 8                                            | 28 сентября 1930                             | Льеж, Бельгия                                | Бельгия                                      | 2:2                                          | -                                            | Товарищеский матч                            |
| 9                                            | 16 ноября 1930                               | Вена, Австрия                                | Австрия                                      | 1:4                                          | -                                            | Товарищеский матч                            |
| 10                                           | 17 июня 1931                                 | Стокгольм, Швеция                            | Германия                                     | 0:0                                          | -                                            | Товарищеский матч                            |
| 11                                           | 28 июня 1931                                 | Стокгольм, Швеция                            | Дания                                        | 3:1                                          | -                                            | Чемпионат Скандинавии 1929-32                |
| 12                                           | 3 июля 1931                                  | Стокгольм, Швеция                            | Финляндия                                    | 8:2                                          | -                                            | Чемпионат Скандинавии 1929-32                |
| 13                                           | 27 сентября 1931                             | Осло, Норвегия                               | Норвегия                                     | 1:2                                          | -                                            | Чемпионат Скандинавии 1929-32                |
| 14                                           | 8 ноября 1931                                | Будапешт, Венгрия                            | Венгрия                                      | 1:3                                          | -                                            | Товарищеский матч                            |
| 15                                           | 10 июня 1932                                 | Хельсинки, Финляндия                         | Финляндия                                    | 3:1                                          | -                                            | Чемпионат Скандинавии 1929-32                |
| 16                                           | 19 июня 1932                                 | Копенгаген, Дания                            | Дания                                        | 1:3                                          | -                                            | Чемпионат Скандинавии 1929-32                |
| 17                                           | 1 июля 1932                                  | Гётеборг, Швеция                             | Норвегия                                     | 1:4                                          | -                                            | Чемпионат Скандинавии 1929-32                |
| 18                                           | 25 сентября 1932                             | Стокгольм, Швеция                            | Литва                                        | 8:1                                          | -                                            | Товарищеский матч                            |
| 19                                           | 24 сентября 1933                             | Осло, Норвегия                               | Норвегия                                     | 1:0                                          | -                                            | Чемпионат Скандинавии 1933-36                |
| 20                                           | 23 мая 1934                                  | Стокгольм, Швеция                            | Польша                                       | 4:2                                          | -                                            | Товарищеский матч                            |
| 21                                           | 27 мая 1934                                  | Болонья, Италия                              | Аргентина                                    | 3:2                                          | -                                            | Чемпионат мира по футболу 1934               |
| 22                                           | 31 мая 1934                                  | Милан, Италия                                | Германия                                     | 1:2                                          | -                                            | Чемпионат мира по футболу 1934               |
| 23                                           | 17 июня 1934                                 | Копенгаген, Дания                            | Дания                                        | 5:3                                          | -                                            | Чемпионат Скандинавии 1933-36                |
| 24                                           | 1 июля 1934                                  | Стокгольм, Швеция                            | Норвегия                                     | 3:3                                          | -                                            | Чемпионат Скандинавии 1933-36                |
| 25                                           | 23 сентября 1934                             | Стокгольм, Швеция                            | Латвия                                       | 3:1                                          | -                                            | Товарищеский матч                            |

Итого: 25 матчей / 0 голов; 13 побед, 4 ничьих, 8 поражений.

## Достижения

### Командные
«Хельсингборг»
- Чемпион Швеции (2): 1933, 1934